# Cyclotelus kroeberi
Cyclotelus kroeberi är en tvåvingeart som först beskrevs av Cole 1960.  Cyclotelus kroeberi ingår i släktet Cyclotelus och familjen stilettflugor. Inga underarter finns listade i Catalogue of Life.